# Trophy (активний захист)
Тро́фі (експортна назва, англ. Trophy — «кубок, приз, трофей», також ASPRO-A; в ізраїльській армії має позначення івр. מעיל רוח, тр. «Меї́ль ру́ах» — «вітрівка») — ізраїльська система активного захисту бронетехніки, розроблена компаніями Rafael та IAI. Комплекс має власні радари, які відстежують ворожий боєприпас, після чого випускаються протиснаряди.
Використовується на ізраїльських танках «Меркава» Mk 4M та Mk 5 Barak, бронетранспортерах «Намер» та американських M1A2 Abrams. Також передбачається встановлення на Leopard 2A8 та Challenger 3.  

## Історія створення
Була офіційно представлена 8 березня 2005 року на 2-й міжнародній конференції/виставці з конфліктів малої інтенсивності (LIC) в Тель-Авіві, що проходила з 7 по 10 березня. Розроблена в Ізраїлі, є результатом 10-річної спільної роботи фірм «Рафаель» (Rafael Armament Development Authority) і Israel Aircraft Industries/«Elta», очолюваної управлінням НДДКР міністерства оборони й фінансується також міністерством оборони. Концерн «Рафаель» є головним підрядником за цією програмою[джерело?].
У грудні 2010 року були проведені випробування, в яких система «Трофі» відбила постріл ПТКР без боєголовки.

## Конструкція
«Трофі»/«Меїль руах» призачена для захисту танків від ПТКР і РПГ, але може захищати танк і від танкових кумулятивних снарядів. Від БОПСів система не захищає, оскільки ці снаряди мають надзвичайно високу швидкість.
Комплекс має радар керування вогнем, що складається з чотирьох пласких антен, розміщених навколо корпуса або башти, які виявляють і ідентифікують спрямовані на танк боєприпаси у 360° по горизонталі, залишаючи сліпу зону в формі 70° конуса над танком. Після виявлення комп'ютер обчислює час і напрям запуску засобів протидії. 
Система має два обертових пускових пристрої, які можуть одночасно уражати кілька цілей. Ці пристрої при наближенні ракети відстрілюють вузькоспрямовану хмару шрапнелі, яка уражає боєприпас. Пускові установки після відстрілу автоматично перезаряджаються. 

Також система повідомляє екіпажу напрям, з якого вели вогонь по техніці, що дозволяє екіпажу швидко виявляти та знешкоджувати небезпеку.

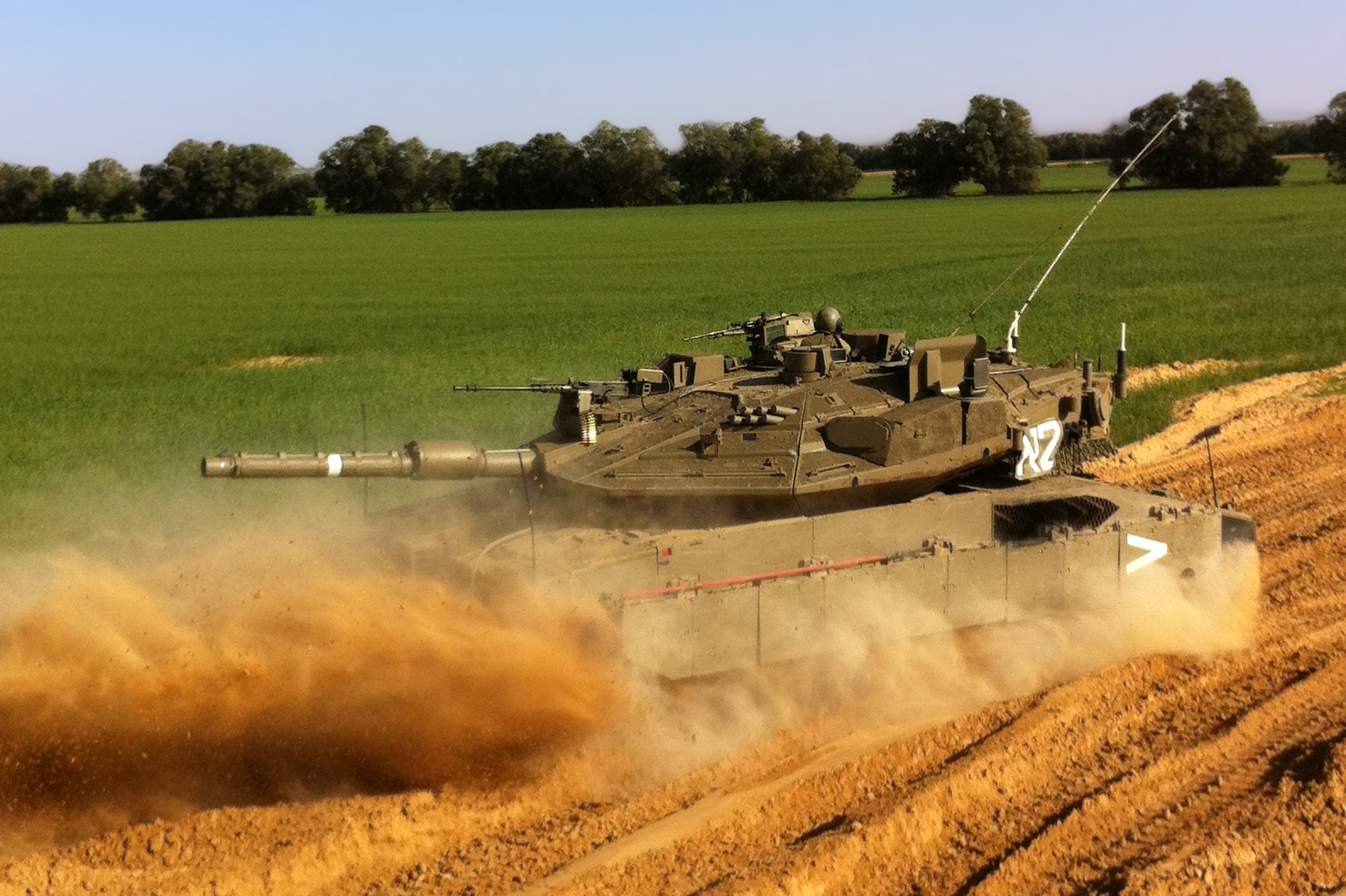
Танк «Меркава» Mk 4M, оснащений системою «Меїль руах»

## Варіанти
- Trophy HV — важка танкова версія вагою 820 кілограмів. Вартість такої системи складає близько 900 тис. доларів США[2].
- Trophy MV/VPS — середня версія вагою 480 кг для встановлення на бойові броньовані машини. Проходила випробування на Bradley та Stryker[2].
- Trophy HV — полегшена версія вагою 200 кілограмів для встановлення на легкі машини, наприклад, Humvee[2].

## Бойове застосування
1 березня 2011 року система «Меїль руах» пройшла перше бойове хрещення — палестинські терористи, що знаходилися в безпосередній близькості від прикордонного огородження з Сектором Гази, обстріляли з короткої відстані з ручного протитанкового гранатомета танк 9-го батальйону 401-ї бригади, який проводив патрулювання на кордоні з сектором. Система зафіксувала постріл і випустила засоби нейтралізації, в результаті чого ракета вибухнула в повітрі на безпечній відстані. Танк випустив по нападниках снаряд, від вибуху якого один з них був поранений. 
20 березня 2011 року система виявила ракету та не перехопила її, оскільки та не представляла загрози танку. Натомість виявлення напряму атаки дало змогу завдати ураження палестинським нападникам.
1 серпня 2012 року система знищила протитанкову ракету, випущену по ізраїльському танку на схід від Гази.
14 липня 2014 року система захистила танк від ракети  9М133 «Корнет» на кордоні Сектора Гази. В ході операції «Непорушна скеля» системі вдалося захистити чотирьох офіцерів Армії оборони Ізраїлю, а загальна кількість перехоплень складає близько 15, жоден танк не було пошкоджено в ході операції. Окрім захисту, система також показувала напрям атаки, що дозволяло ізраїльським силам швидше знищувати палестинські позиції. Ґіора Кац, голова відділення наземних систем Rafael, заявив, що ці події стали проривом, оскільки вперше активний захист проявив себе в інтенсивних боях.
Під час вторгнення ХАМАСу в Ізраїль у жовтні 2023 року палестинські бойовики уразили кілька танків «Меркава», на яких система з невідомих причин не спрацювала. Також терористи користувались кількома слабкими місцями системи. Щонайменше один танк було знищено скиданням ПГ-7ВР на дах башти, у сліпій зоні активного захисту. Раніше ця тактика набула широкої популярності в українських військових для знищення російських танків під час російського вторгнення (з 2022). Ізраїльтяни під час операції «Залізні мечі», яка розпочалась одразу після вторгнення, почали наслідувати поширений серед росіян та українців спосіб захисту від таких боєприпасів — протидронові сітки (також відомі як «мангал»), наварені на дах башти. 
Також палестинці застосовували подвійні РПГ-7, які мали наслідувати принцип РПГ-30: один боєприпас (кумулятивний ПГ-7ВС) мав ініціювати активний захист, а другий (тандемний ПГ-7ВР) — пробити броню танка, оскільки система нібито не може перехопити одночасно кілька цілей у вузькому секторі. 

## Галерея

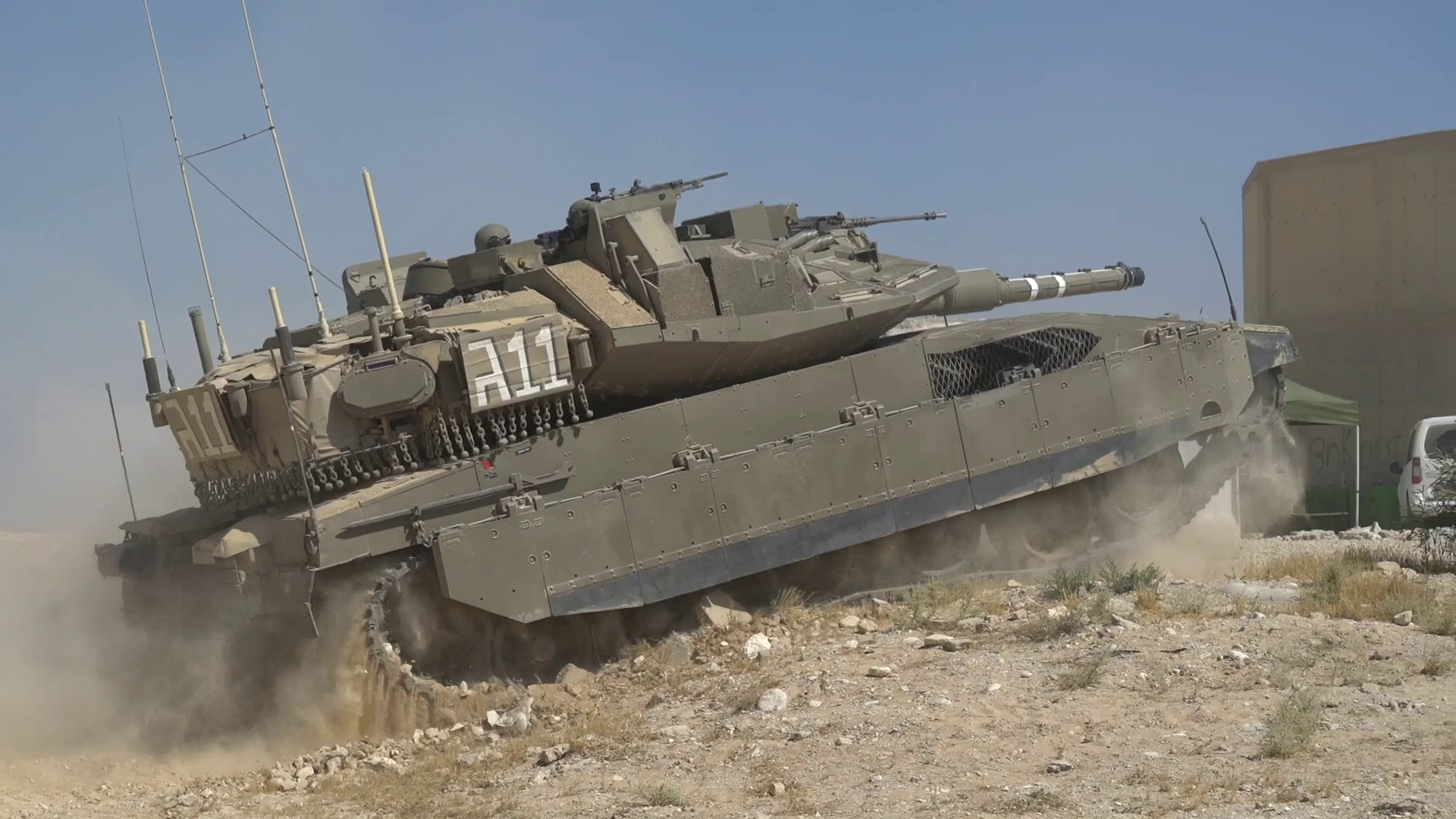
Задній радар на «Меркава» Mk 4M
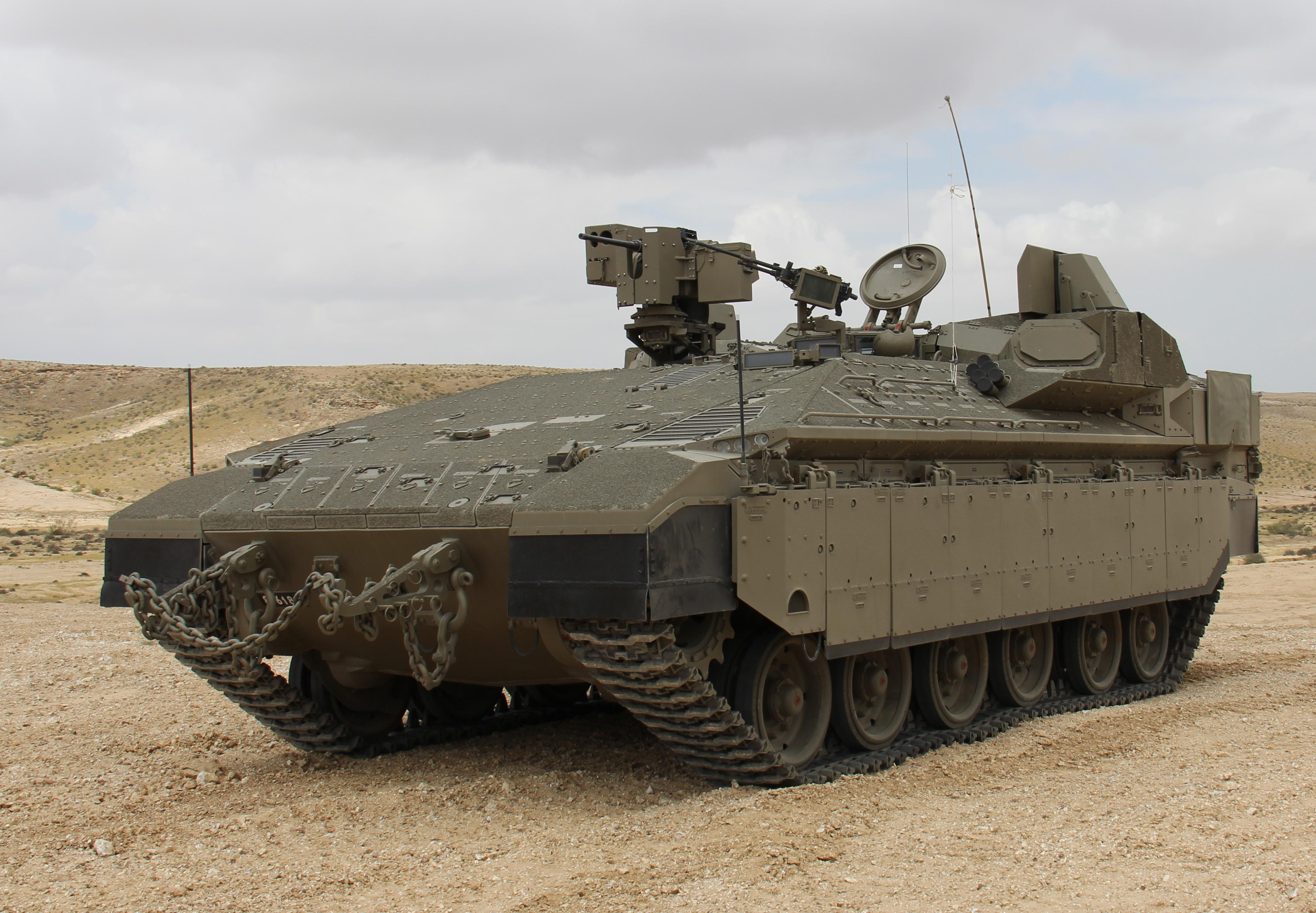
«Намер» у варіанті БТР
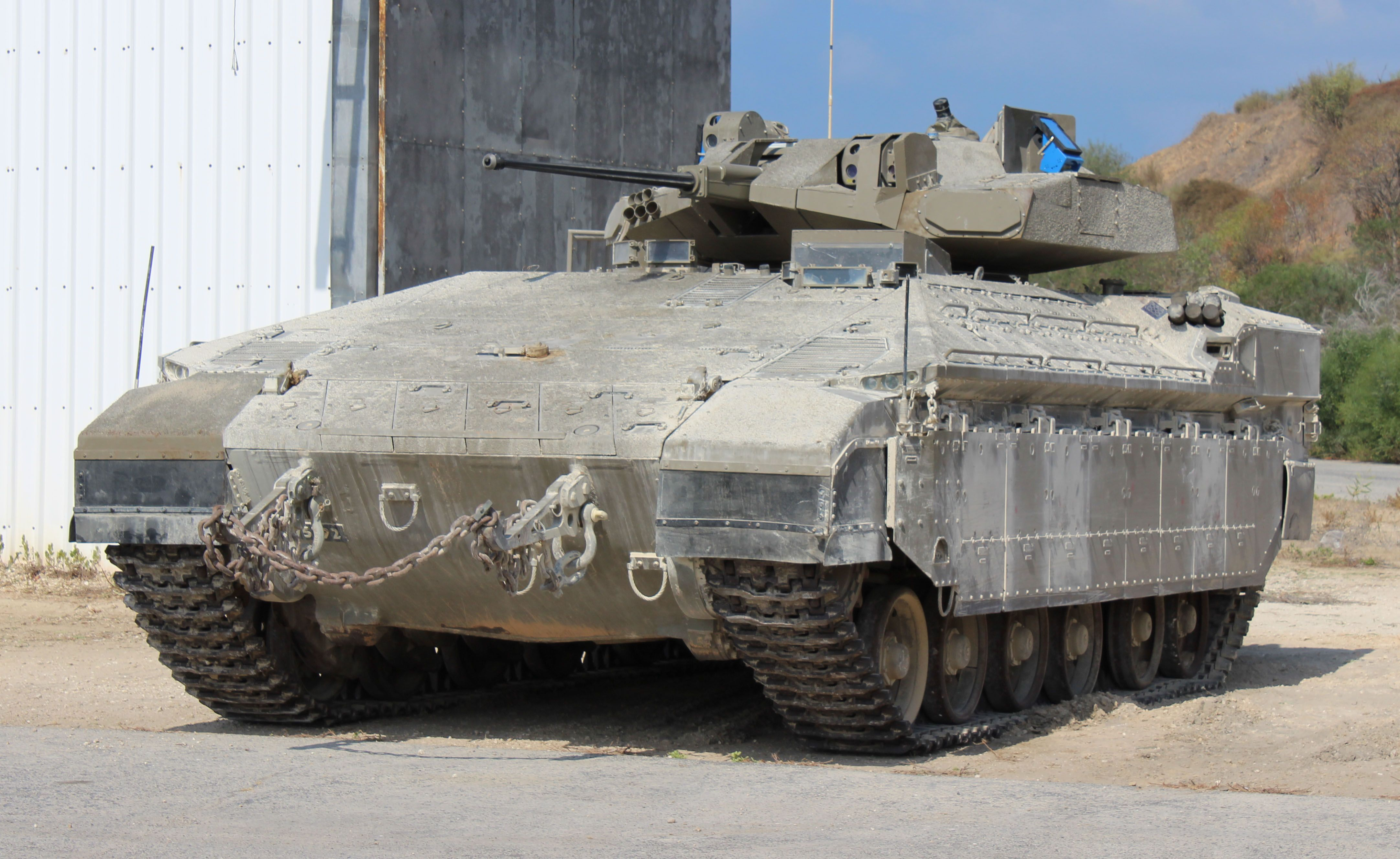
«Намер» у варіанті БМП
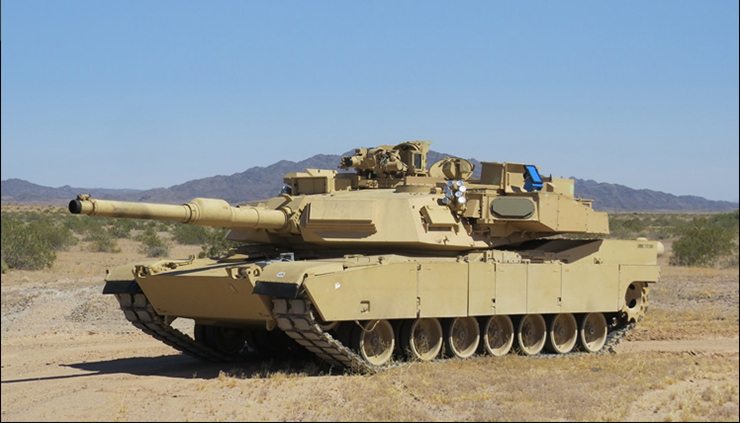
Демонстратор технологій M1A1 Abrams
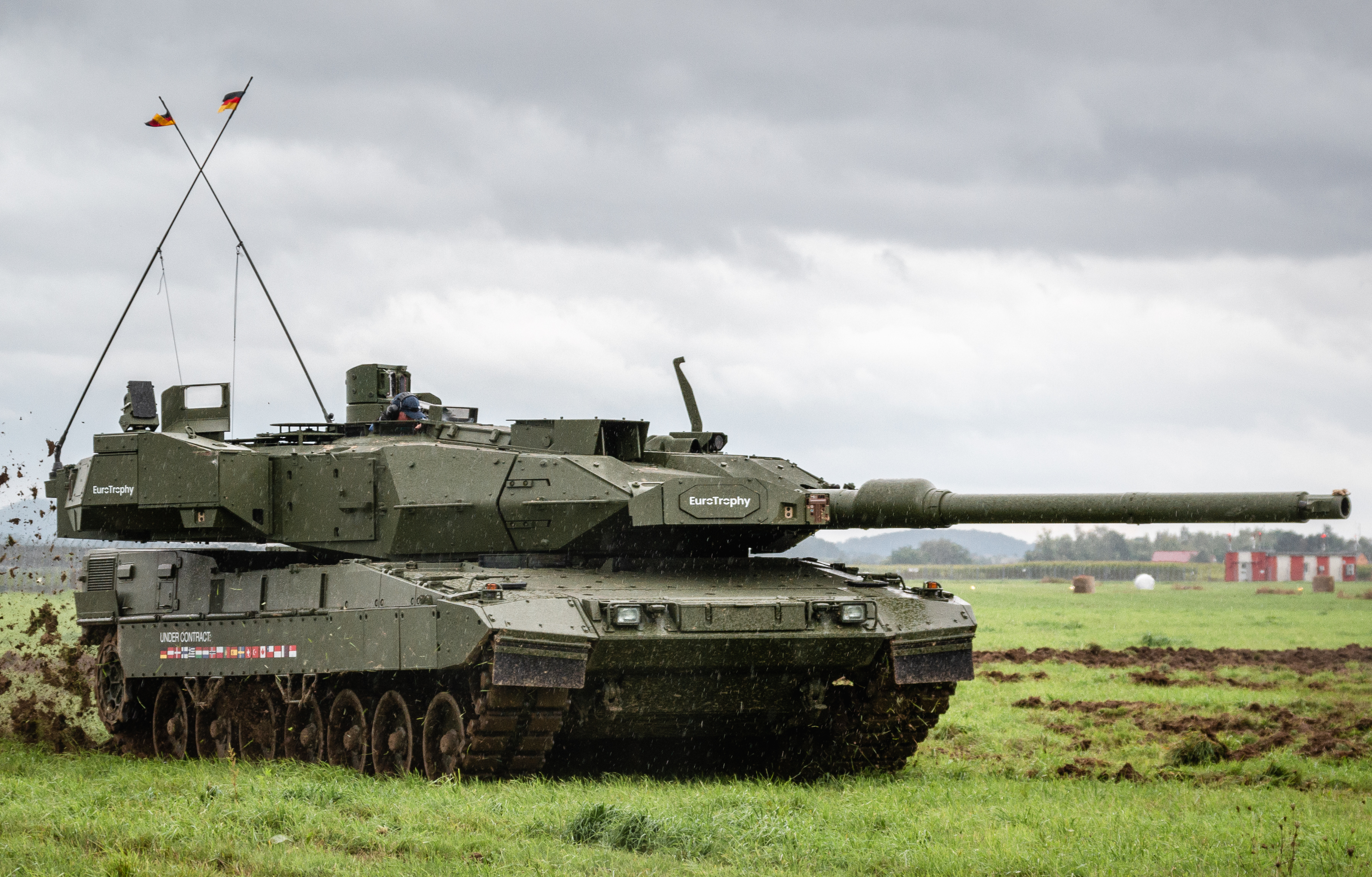
Демонстратор технологій Leopard 2A7+

## Оператори
- Ізраїль: встановлюється на бронетехніку з 2011 року. Відомо про наявність понад 1000 систем на ізраїльських танках «Меркава» Mk 4 та бронетранспортерах «Намер»[20][21][2].
- США: наприкінці вересня 2017 року стало відомо, що сухопутні війська США вирішили встановити систему активного захисту Trophy на танки M1A2 Abrams[22][23]. У січні 2021 року Rafael і Leonardo DRS[en] завершили термінові постачання американській армії невідому кількість систем для оснащення танків Abrams чотирьох бронетанкових бригад, за розрахунками обсяг замовлення може складати 400 одиниць[24]. Також планується встановлення системи на перспективні M1A2 SEPv3[25]. Розглядається також встановлення на Stryker і Bradley[26] та майбутні бойові машини AMPV[en].

### Майбутні та потенційні оператори
- Велика Британія. У лютому 2023 року було узгоджено остаточний проєкт танка Challenger 3, на якому буде встановлено Trophy. Передбачається оновлення 148 танків до цієї версії[27].
- Італія,  Німеччина,  Норвегія та  Чехія планують придбати новітні Leopard 2A8, оснащені Trophy[28].
- Польща. У вересні 2023 року стало відомо, що Польща розглядає придбання Trophy для власних Abrams та K2PL. K2PL з цією системою було вперше продемонстровано на MSPO[29][30].
- Франція,  Німеччина. Передбачається встановлення системи на майбутній танк EMBT[31].
- Швеція. У жовтні 2023 року Міноборони Швеції та BAE Systems узгодили розробку четвертого покоління БМП CV 90, оснащеного Trophy[32]. Раніше також було укладено контракт з Elbit на постачання Iron Fist[en][33].